# Zespół (zarządzanie)
Zespół, także: kolektyw – w zarządzaniu grupa osób mająca wspólny cel. W większości organizacji cel jest określony i powinien być dostrzegany przez wszystkich członków zespołu, a nie tylko przez lidera. W zespole powinien być dobry lider. Jest on warunkiem zmierzania zespołu w określonym kierunku. Aby zespół działał sprawnie wszyscy jego członkowie muszą mieć wolę współpracy, dobrze się komunikować i posiadać podział zadań. Ten powinien być staranny i przemyślany. Ponadto dobry zespół powinien charakteryzować się poprawnymi relacjami – w pozytywnej atmosferze, otwartości i bez większych konfliktów. Poprawne relacje w zespole wpływają również na wewnętrzną motywację jego członków.
Cechy wspomagające efektywność zespołu to:
- wewnętrzna automotywacja poszczególnych członków zespołu – może ją również wykreować dobry lider, ale znacznie lepiej, gdy jest naturalna,
- zaufanie do innych osób – jeśli go brak, duża część energii zespołu poświęcana jest na niepotrzebną kontrolę. Brak zaufania ogranicza też szczerość i otwartość,
- wspólnie ustalone zasady postępowania – powinien być to kodeks wypracowany przez wszystkich członków zespołu, inaczej może zostać uznany za narzucony i będzie łamany. Najlepszy kodeks zawiera zarówno wspólne wartości, jak i procedury efektywnego postępowania
- budowanie na różnicach – umiejętność doprowadzenia do sytuacji, gdy odmienne opinie nie powodują konfliktu. Ich konsekwencją jest twórcza dyskusja, która szybko kończy się znalezieniem wspólnego rozwiązania,
- elastyczność i otwartość na zmiany,
- ciągłe doskonalenie się.

## Cykl życia zespołu
Każdy zespół przechodzi określony cykl życia, na który składa się pięć etapów:
1. Budowa i integracja
Na tym etapie zespół dopiero powstaje. Pierwszym zadaniem jest zatem dobór odpowiednich osób, tak, by podział ról i kompetencji w zespole był odpowiedni. Ważne, by członkowie zespołu byli zróżnicowani, bo pozwoli to na wzajemne uzupełnianie się ludzi i dochodzenie do twórczych rozwiązań. Istotne są również wiedza i umiejętności. Suma kompetencji wszystkich członków zespołu powinna przewyższać listę kompetencji, potrzebnych do wykonania zadania, jakie stoi przed zespołem.
Kolejne zadanie to rzeczywista integracja zespołu. Jego członkowie poznają się, budują pozytywne relacje, tworzy się wzajemne zaufanie.
Na tym etapie członkowie zespołu powinni poznać jasno sprecyzowane cele, zarówno te stojące przed każdym z jego członków, jak i przed zespołem w ogóle.
Faza ta musi skończyć się powodzeniem, aby poszczególne osoby stworzyły zespół, sprawnie realizujący wspólny cel.
2. Docieranie się
Na tym etapie ujawniają się pierwsze różnice w osobowościach i oczekiwaniach poszczególnych osób. Dochodzi zatem do fazy konfliktów. Jest to zupełnie normalne i menedżer zespołu nie powinien się tym zrażać. Jeśli prawidłowo przeprowadzi zespół przez tę fazę, jego członkowie nauczą się akceptować i szanować wzajemne różnice. Dopiero wtedy pojawią się pierwsze efekty synergii.
3. Tworzenie synergii
Jest to najlepszy okres w życiu zespołu. Ludzie są zintegrowani i dotarci, zadania podzielone. Wszyscy dążą do wspólnego celu. Rola lidera na tym etapie polega na:
  - wyznaczaniu celów całościowych i długofalowych, bez zbytniego ingerowania w planowanie zadań dla poszczególnych osób
  - delegowaniu możliwie dużych uprawnień i okazywaniu zaufania
  - motywowaniu jednostek, przeżywających okresowy spadek motywacji
  - prowadzeniu indywidualnego coachingu dla osób, które go potrzebują
  - monitorowaniu, kiedy pojawią się symptomy kolejnej fazy życia zespołu
4. Kryzys wieku średniego
Pojawiają się pierwsze oznaki zmęczenia i znudzenia, motywacja jest obniżona. Ludzie uważają, że nie rozwijają się, ponieważ od dłuższego czasu robią to samo. Rutyna powoduje z czasem pierwsze symptomy wypalenia i obniżoną jakość działania.
Jeśli menedżer nie odpowie na kryzys wieku średniego, zespół wchodzi w fazę równi pochyłej. Rutyna pogłębia się, ludziom coraz mocniej dokucza wypalenie zawodowe i poczucie braku rozwoju. Pierwsze osoby opuszczają zespół, a czasem przeciwnie, dochodzi do wegetacji i „trzymania się stołków”. Ta faza może trwać długo np. w przedsiębiorstwach, które same są na etapie równi pochyłej, lub nagle stają przed odgórną decyzją o zmianie menedżera lub rozwiązaniu zespołu.
5. Odnowa i reintegracja lub równia pochyła
Odnowa i reintegracja jest prawidłową reakcją lidera zespołu na kryzys wieku średniego. Zadaniem lidera jest doprowadzenie ponownie do etapu synergii przez:
  - zmianę zakresu obowiązków
  - przedstawienie zespołowi nowych zadań
  - wprowadzenie nowej osoby do zespołu
  - awansowanie niektórych osób
  - delegowanie większej odpowiedzialności i decyzyjności
  - zaangażowanie zespołu we wspólne planowanie, konsultowanie swoich decyzji z zespołem
  - szkolenia, wyjazdy integracyjne i motywacyjne